# ソーシャルVR
ソーシャルVRとは、3DCGで構成された空間（VR空間）上で、アバターを介してコミュニケーションをとることができるソーシャル・ネットワーキングサービス・メタバースを表す総称である。
ソーシャルVRは、バーチャル・リアリティヘッドセットを始めとしたVR技術を用いてソーシャルな空間に存在できるサービスを指す。利用可能であることが要件であり、スマートフォンなど別のアクセス方法が存在する場合が多い（例: VRChat/デスクトップPC、cluster/スマホ）。
同じソーシャルVRというカテゴリーであっても各サービスごとに様々な特徴が見られる。具体的には、ゲームを遊ぶことを主軸にしたサービスやイベントや講演会向けの機能が標準で提供されるもの、ブラウザから手軽にアクセス可能なものなどがある。
ソーシャルVRの多くは、VR空間上のコンテンツ（アバター・ワールドなど）をユーザーが制作し、提供する形式が取られている。

## 主要なソーシャルVRサービス
- VRChat
- cluster
- Mozilla Hubs
- Virtual Cast
- Rec Room
- AltspaceVR
- Neos VR
- ambr
- バーチャルキャスト